# Élections municipales de 2020 en Moselle
Les élections municipales de 2020 en Moselle étaient prévues les 15 et 22 mars 2020. Comme dans le reste de la France, le report du second tour est annoncé en pleine crise sanitaire liée à la propagation du coronavirus (Covid-19) est fixé au 28 juin 2020
Les résultats détaillés suivants concernent les seules communes de plus de 3 000 habitants situées dans le département de la Moselle.

## Maires sortants et maires élus
Le PS est le grand perdant du scrutin, avec des défaites à Forbach, Guénange, L'Hôpital, Petite-Rosselle et surtout Metz. La droite accroit ainsi sa domination dans le département.
| Commune                                        | Population | Maire sortant               | Parti | Parti | Maire élu                   | Parti | Parti |
| ---------------------------------------------- | ---------- | --------------------------- | ----- | ----- | --------------------------- | ----- | ----- |
| Algrange                                       | 6 144      | Patrick Peron               |       | PCF   | Patrick Peron               |       | PCF   |
| Amnéville                                      | 10 416     | Eric Munier                 |       | DVC   | Eric Munier                 |       | DVC   |
| Ars-sur-Moselle                                | 4 723      | Bruno Valdevit              |       | PS    | Bruno Valdevit              |       | PS    |
| Audun-le-Tiche                                 | 6 846      | Lucien Piovano              |       | PS    | Viviane Fattorelli          |       | PCF   |
| Behren-lès-Forbach                             | 6 562      | Dominique Ferrau            |       | DVD   | Dominque Ferrau             |       | DVD   |
| Bitche                                         | 5 098      | Gérard Humbert              |       | UDI   | Benoît Kieffer              |       | DVD   |
| Boulay-Moselle                                 | 5 587      | André Boucher               |       | LR    | André Boucher               |       | LR    |
| Bousse                                         | 3 174      | Pierre Kowalczyk            |       | DIV   | Pierre Kowalczyk            |       | DIV   |
| Bouzonville                                    | 3 947      | Denis Payant                |       | PS    | Armel Chabane               |       | LR    |
| Carling                                        | 3 445      | Gaston Adier                |       | DVD   | Gaston Adier                |       | DVD   |
| Clouange                                       | 3 495      | Stéphane Boltz              |       | DIV   | Stéphane Boltz              |       | DIV   |
| Cocheren                                       | 3 478      | Jean-Bernard Martin         |       | PS    | Jean-Bernard Martin         |       | PS    |
| Courcelles-Chaussy                             | 3 075      | Jean-Marie Gori             |       | DVD   | Luc Giamberini              |       | DVD   |
| Créhange                                       | 3 868      | François Lavergne           |       | LR    | François Lavergne           |       | LR    |
| Creutzwald                                     | 13 095     | Jean-Luc Wozniak            |       | DVD   | Jean-Luc Wozniak            |       | DVD   |
| Fameck                                         | 13 931     | Michel Liebgott             |       | PS    | Michel Liebgott             |       | PS    |
| Farébersviller                                 | 5 541      | Laurent Kleinhentz          |       | PS    | Laurent Kleinhentz          |       | PS    |
| Faulquemont                                    | 5 306      | Bruno Bianchin              |       | DVD   | Bruno Bianchin              |       | DVD   |
| Florange                                       | 11 951     | Michel Decker               |       | LR    | Michel Decker               |       | LR    |
| Folschviller                                   | 3 993      | Gabriel Muller              |       | DVD   | Didier Zimny                |       | DVC   |
| Fontoy                                         | 3 036      | Henri Boguet                |       | DIV   | Mathieu Weis                |       | DIV   |
| Forbach                                        | 21 552     | Laurent Kalinowski          |       | PS    | Alexandre Cassaro           |       | LR    |
| Freyming-Merlebach                             | 12 818     | Pierre Lang                 |       | LR    | Pierre Lang                 |       | LR    |
| Grosbliederstroff                              | 3 303      | Joël Niederlaender          |       | DVG   | Pascal Weisslinger          |       | DVG   |
| Guénange                                       | 7 210      | Jean-Pierre La Vaullée      |       | PS    | Pierre Tacconi              |       | UDI   |
| Hagondange                                     | 9 242      | Jean-Claude Mahler          |       | DVD   | Valérie Romilly             |       | DVD   |
| Hayange                                        | 15 811     | Fabien Engelmann            |       | RN    | Fabien Engelmann            |       | RN    |
| Hettange-Grande                                | 7 653      | Roland Balcerzak            |       | LR    | Roland Balcerzak            |       | LR    |
| Hombourg-Haut                                  | 6 433      | Laurent Muller              |       | DVD   | Laurent Muller              |       | DVD   |
| Knutange                                       | 3 203      | Fabrice Cerbai              |       | PCF   | Fabrice Cerbai              |       | PCF   |
| L'Hôpital                                      | 5 350      | Gilbert Weber               |       | PS    | Emmanuel Schuler            |       | DVD   |
| Le Ban-Saint-Martin                            | 4 341      | Henri Hasser                |       | DVD   | Henri Hasser                |       | DVD   |
| Longeville-lès-Metz                            | 4 030      | Alain Chapelain             |       | DVD   | Manuel Brocart              |       | DVD   |
| Longeville-lès-Saint-Avold                     | 3 666      | Suzanne Thielen-Kalis       |       | DVD   | Emmanuel Thiry              |       | DVD   |
| Maizières-lès-Metz                             | 11 388     | Julien Freyburger           |       | LR    | Julien Freyburger           |       | LR    |
| Marange-Silvange                               | 6 179      | Yves Muller                 |       | MoDem | Yves Muller                 |       | MoDem |
| Marly                                          | 10 104     | Thierry Hory                |       | LR    | Thierry Hory                |       | LR    |
| Metz                                           | 116 429    | Dominique Gros              |       | PS    | François Grosdidier         |       | LR    |
| Mondelange                                     | 5 665      | Rémy Sadocco                |       | LR    | Rémy Sadocco                |       | LR    |
| Montigny-lès-Metz                              | 21 819     | Jean-Luc Bohl               |       | UDI   | Jean-Luc Bohl               |       | UDI   |
| Morhange                                       | 3 445      | Jacques Idoux               |       | DVD   | Christian Stinco            |       | DVD   |
| Moulins-lès-Metz                               | 5 055      | Jean Bauchez                |       | DVD   | Jean Bauchez                |       | DVD   |
| Moyeuvre-Grande                                | 7 823      | René Drouin                 |       | PS    | Franck Roviero              |       | DVG   |
| Nilvange                                       | 4 725      | Moreno Brizzi               |       | DVG   | Alexandra Rebstock-Pinna    |       | ECO   |
| Ottange                                        | 3 043      | Fabienne Menichetti         |       | PS    | Fabienne Menichetti         |       | PS    |
| Petite-Rosselle                                | 6 338      | Gérard Mittelberger         |       | LREM  | Eric Federspiel             |       | DVD   |
| Phalsbourg                                     | 4 728      | Dany Kocher                 |       | MoDem | Jean-Louis Madeleine        |       | DVC   |
| Puttelange-aux-Lacs                            | 3 025      | Claude Decker               |       | DVD   | Claude Decker               |       | DVD   |
| Rombas                                         | 9 882      | Lionel Fournier             |       | PS    | Lionel Fournier             |       | PS    |
| Saint-Avold                                    | 15 483     | André Wojciechowski         |       | LR    | René Steiner                |       | LR    |
| Saint-Julien-lès-Metz                          | 3 421      | Fabrice Herdé               |       | DVD   | Fabrice Herdé               |       | DVD   |
| Sainte-Marie-aux-Chênes                        | 4 216      | Roger Watrin                |       | DVG   | Sylvie Lamarque             |       | DVG   |
| Sarralbe                                       | 4 555      | Pierre-Jean Didiot          |       | LREM  | Pierre-Jean Didiot          |       | LREM  |
| Sarrebourg                                     | 12 045     | Alain Marty                 |       | LR    | Alain Marty                 |       | LR    |
| Sarreguemines                                  | 20 783     | Céleste Lett                |       | LR    | Marc Zingraff               |       | LR    |
| Serémange-Erzange                              | 4 273      | Serge Jurczak               |       | PCF   | Serge Jurczak               |       | PCF   |
| Spicheren                                      | 3 224      | Jean Jung                   |       | DVD   | Claude Klein                |       | DVD   |
| Stiring-Wendel                                 | 11 618     | Jean-Claude Holtz           |       | DVD   | Yves Ludwig                 |       | DVD   |
| Talange                                        | 7 707      | Patrick Abate               |       | PCF   | Patrick Abate               |       | PCF   |
| Terville                                       | 7 025      | Patrick Luxembourger        |       | UDI   | Olivier Postal              |       | LR    |
| Thionville                                     | 40 701     | Pierre Cuny                 |       | DVD   | Pierre Cuny                 |       | DVD   |
| Uckange                                        | 6 818      | Gérard Léonardi             |       | PS    | Gérard Léonardi             |       | PS    |
| Valmont                                        | 3 131      | Salvatore Coscarella        |       | MR    | Salvatore Coscarella        |       | MR    |
| Vitry-sur-Orne                                 | 3 019      | Luc Corradi                 |       | PCF   | Luc Corradi                 |       | PCF   |
| Woippy                                         | 14 214     | Cédric Gouth                |       | DVD   | Cédric Gouth                |       | DVD   |
| Woustviller                                    | 3 175      | Sonya Cristinelli-Fraiboeuf |       | LR    | Sonya Cristinelli-Fraiboeuf |       | LR    |
| Yutz                                           | 16 537     | Bruno Sapin                 |       | DVD   | Clémence Pouget             |       | DVD   |
| * maire sortant ne se représentant pas en 2020 |            |                             |       |       |                             |       |       |

### Résultats en nombre de maires
| Partis       | Partis                               | Maires sortants | Maires élus | Évolution       |
| ------------ | ------------------------------------ | --------------- | ----------- | --------------- |
|              | Parti socialiste                     | 12              | 5           | en diminution   |
|              | Divers gauche                        | 8               | 5           | en diminution   |
|              | Parti communiste français            | 5               | 6           | en stagnation   |
| Total gauche | Total gauche                         | 24              | 14          | en diminution   |
|              | Divers droite                        | 21              | 22          | en augmentation |
|              | Les Républicains                     | 7               | 10          | en augmentation |
|              | Union des démocrates et indépendants | 6               | 1           | en diminution   |
| Total droite | Total droite                         | 34              | 33          | en diminution   |
|              | La République en marche              | 0               | 1           | en augmentation |
|              | Mouvement démocrate                  | 0               | 1           | en augmentation |
|              | Divers Centre                        | 0               | 6           | en augmentation |
| Total centre | Total centre                         | 0               | 8           | en augmentation |
|              | Rassemblement national               | 1               | 1           | en stagnation   |
|              | SE                                   | 8               | 11          | en augmentation |
| Total        | Total                                | 67              | 67          |                 |

## Résultats dans les communes de plus de3 000 habitants

### Algrange
- Maire sortant : Patrick Peron (PCF)
- 29 sièges à pourvoir au conseil municipal (population légale 2017 : 6 144 habitants)
- 5 sièges à pourvoir au conseil communautaire (CA du Val de Fensch)

|                                | Patrick Peron            | DVG                      | 891   | 51,27 | 22 | 4 |  |  |
| Algrange, plus loin, avec vous |                          |                          | 891   | 51,27 | 22 | 4 |  |  |
|                                | Jean-Pierre Cerbai       | DVG                      | 589   | 33,89 | 5  | 1 |  |  |
| Algrange réussir ensemble      |                          |                          | 589   | 33,89 | 5  | 1 |  |  |
|                                | Maximilien Adiamini      | DVC                      | 258   | 14,84 | 2  | 0 |  |  |
| Algrange avenir                |                          |                          | 258   | 14,84 | 2  | 0 |  |  |
|                                |                          |                          |       |       |    |   |  |  |
| Votes valides                  | Votes valides            | Votes valides            | 1 738 | 97,81 |    |   |  |  |
| Votes blancs                   | Votes blancs             | Votes blancs             | 14    | 0,79  |    |   |  |  |
| Votes nuls                     | Votes nuls               | Votes nuls               | 25    | 1,41  |    |   |  |  |
| Total                          | Total                    | Total                    | 1 777 | 100   | 29 | 5 |  |  |
| Abstention                     | Abstention               | Abstention               | 2 310 | 56,52 |    |   |  |  |
| Inscrits / participation       | Inscrits / participation | Inscrits / participation | 4 087 | 43,48 |    |   |  |  |

### Amnéville
- Maire sortant : Éric Munier (SE)
- 33 sièges à pourvoir au conseil municipal (population légale 2017 : 10 416 habitants)
- 9 sièges à pourvoir au conseil communautaire (CC du Pays Orne-Moselle)

| Tête de liste                                                 | Tête de liste            | Liste                    | Premier tour | Premier tour | Second tour | Second tour | Sièges | Sièges |
| Tête de liste                                                 | Tête de liste            | Liste                    | Voix         | %            | Voix        | %           | CM     | CC     |
| ------------------------------------------------------------- | ------------------------ | ------------------------ | ------------ | ------------ | ----------- | ----------- | ------ | ------ |
|                                                               | Eric Munier              | DVC                      | 1 527        | 42,11        | 1 932       | 48,73       | 25     | 7      |
| Eric Munier - Fiers de notre commune !                        |                          |                          | 1 527        | 42,11        | 1 932       | 48,73       | 25     | 7      |
|                                                               | Xavier Dieudonné         | DIV                      | 1 212        | 33,43        | 1 364       | 34,40       | 6      | 2      |
| Amnéville Malancourt debout                                   |                          |                          | 1 212        | 33,43        | 1 364       | 34,40       | 6      | 2      |
|                                                               | Cédric Sudrow            | DVC                      | 887          | 24,46        | 668         | 16,85       | 2      | 0      |
| Amnéville-Malancourt Construisons l'avenir avec Cédric Sudrow |                          |                          | 887          | 24,46        | 668         | 16,85       | 2      | 0      |
|                                                               |                          |                          |              |              |             |             |        |        |
| Votes valides                                                 | Votes valides            | Votes valides            | 3 626        | 97,76        | 3 964       | 98,51       |        |        |
| Votes blancs                                                  | Votes blancs             | Votes blancs             | 38           | 1,02         | 32          | 0,80        |        |        |
| Votes nuls                                                    | Votes nuls               | Votes nuls               | 45           | 1,21         | 28          | 0,70        |        |        |
| Total                                                         | Total                    | Total                    | 3 709        | 100          | 4 024       | 100         | 33     | 9      |
| Abstention                                                    | Abstention               | Abstention               | 4 891        | 56,87        | 4 567       | 53,16       |        |        |
| Inscrits / participation                                      | Inscrits / participation | Inscrits / participation | 8 600        | 43,13        | 8 591       | 46,84       |        |        |

### Ars-sur-Moselle
- Maire sortant : Bruno Valdevit (DVG-PS)
- 27 sièges à pourvoir au conseil municipal (population légale 2017 : 4 723 habitants)
- 1 siège à pourvoir au conseil communautaire (Eurométropole de Metz)

|                          | Bruno Valdevit           | DVG                      | 679   | 57,25 | 22 | 1 |  |  |
| Ars Union et solidarité  |                          |                          | 679   | 57,25 | 22 | 1 |  |  |
|                          | Eric Gardelli            | DVD                      | 507   | 42,75 | 5  | 0 |  |  |
| Pour Ars                 |                          |                          | 507   | 42,75 | 5  | 0 |  |  |
|                          |                          |                          |       |       |    |   |  |  |
| Votes valides            | Votes valides            | Votes valides            | 1 186 | 95,95 |    |   |  |  |
| Votes blancs             | Votes blancs             | Votes blancs             | 27    | 2,18  |    |   |  |  |
| Votes nuls               | Votes nuls               | Votes nuls               | 23    | 1,86  |    |   |  |  |
| Total                    | Total                    | Total                    | 1 236 | 100   | 27 | 1 |  |  |
| Abstention               | Abstention               | Abstention               | 2 262 | 64,67 |    |   |  |  |
| Inscrits / participation | Inscrits / participation | Inscrits / participation | 3 498 | 35,33 |    |   |  |  |

### Audun-le-Tiche
- Maire sortant : Lucien Piovano (PS-SE)
- 29 sièges à pourvoir au conseil municipal (population légale 2017 : 6 846 habitants)
- 7 sièges à pourvoir au conseil communautaire (CC du Pays Haut Val d'Alzette)

| Tête de liste             | Tête de liste                                                          | Liste                        | Premier tour | Premier tour | Second tour | Second tour | Sièges | Sièges |
| Tête de liste             | Tête de liste                                                          | Liste                        | Voix         | %            | Voix        | %           | CM     | CC     |
| ------------------------- | ---------------------------------------------------------------------- | ---------------------------- | ------------ | ------------ | ----------- | ----------- | ------ | ------ |
|                           | Viviane Fattorelli                                                     | DVG                          | 609          | 41,49        | 1 000       | 61,08       | 24     | 6      |
| Audun autrement           |                                                                        |                              | 609          | 41,49        | 1 000       | 61,08       | 24     | 6      |
|                           | Bouzid Djebar                                                          | ECO (1er tour) DVG (2e tour) | 514          | 35,01        | 637         | 38,91       | 5      | 1      |
|                           | Votre ville vous appartient (1er tour) Unis pour notre ville (2e tour) |                              | 514          | 35,01        | 637         | 38,91       | 5      | 1      |
|                           | Éric Jacquin                                                           | DIV                          | 345          | 23,50        | 637         | 38,91       | 5      | 1      |
| Vers de nouveaux horizons |                                                                        |                              | 345          | 23,50        | 637         | 38,91       | 5      | 1      |
|                           |                                                                        |                              |              |              |             |             |        |        |
| Votes valides             | Votes valides                                                          | Votes valides                | 1 468        | 96,77        | 1 637       | 96,81       |        |        |
| Votes blancs              | Votes blancs                                                           | Votes blancs                 | 21           | 1,38         | 36          | 2,13        |        |        |
| Votes nuls                | Votes nuls                                                             | Votes nuls                   | 28           | 1,85         | 18          | 1,06        |        |        |
| Total                     | Total                                                                  | Total                        | 1 517        | 100          | 1 691       | 100         | 29     | 7      |
| Abstention                | Abstention                                                             | Abstention                   | 2 680        | 63,86        | 2 506       | 59,71       |        |        |
| Inscrits / participation  | Inscrits / participation                                               | Inscrits / participation     | 4 197        | 36,14        | 4 197       | 40,29       |        |        |

### Behren-lès-Forbach
- Maire sortant : Dominique Ferrau (DVD)
- 29 sièges à pourvoir au conseil municipal (population légale 2017 : 6 562 habitants)
- 5 sièges à pourvoir au conseil communautaire (CA de Forbach Porte de France)

|                              | Dominique Ferrau         | DVD                      | 1 249 | 67,01 | 25 | 5 |  |  |
| Ensemble pour le renouveau   |                          |                          | 1 249 | 67,01 | 25 | 5 |  |  |
|                              | Michel Obiegala          | DVG                      | 519   | 27,84 | 4  | 0 |  |  |
| Behren 2030 en action        |                          |                          | 519   | 27,84 | 4  | 0 |  |  |
|                              | Olivier Munch            | DVD                      | 96    | 5,15  | 0  | 0 |  |  |
| Réinventons Behren avec vous |                          |                          | 96    | 5,15  | 0  | 0 |  |  |
|                              |                          |                          |       |       |    |   |  |  |
| Votes valides                | Votes valides            | Votes valides            | 1 864 | 96,73 |    |   |  |  |
| Votes blancs                 | Votes blancs             | Votes blancs             | 31    | 1,61  |    |   |  |  |
| Votes nuls                   | Votes nuls               | Votes nuls               | 32    | 1,66  |    |   |  |  |
| Total                        | Total                    | Total                    | 1 927 | 100   | 29 | 5 |  |  |
| Abstention                   | Abstention               | Abstention               | 2 199 | 53,30 |    |   |  |  |
| Inscrits / participation     | Inscrits / participation | Inscrits / participation | 4 126 | 46,70 |    |   |  |  |

### Bitche
- Maire sortant : Gérard Humbert (UDI-DVD)
- 29 sièges à pourvoir au conseil municipal (population légale 2017 : 5 098 habitants)
- 10 sièges à pourvoir au conseil communautaire (CC du Pays de Bitche)

| Tête de liste                               | Tête de liste            | Liste                    | Premier tour | Premier tour | Second tour | Second tour | Sièges  | Sièges  |
| Tête de liste                               | Tête de liste            | Liste                    | Voix         | %            | Voix        | %           | CM      | CC      |
| ------------------------------------------- | ------------------------ | ------------------------ | ------------ | ------------ | ----------- | ----------- | ------- | ------- |
|                                             | Benoît Kieffer           | EM                       | 735          | 41,81        | 885         | 53,31       | 23      | 8       |
| Bitche au cœur... au cœur du Pays de Bitche |                          |                          | 735          | 41,81        | 885         | 53,31       | 23      | 8       |
|                                             | Francis Vogt             | DVD                      | 504          | 28,67        | 447         | 26,92       | 4       | 1       |
| Bitche au cœur de l'innovation              |                          |                          | 504          | 28,67        | 447         | 26,92       | 4       | 1       |
|                                             | Pascal Leichtnam         | DVD                      | 343          | 19,51        | 328         | 19,75       | 2       | 1       |
| Changement 2020 avec Leichtnam Pascal       |                          |                          | 343          | 19,51        | 328         | 19,75       | 2       | 1       |
|                                             | Victor Dos Santos        | DVC                      | 176          | 10,01        | Retrait     | Retrait     | Retrait | Retrait |
| Réussir Bitche                              |                          |                          | 176          | 10,01        | Retrait     | Retrait     | Retrait | Retrait |
|                                             |                          |                          |              |              |             |             |         |         |
| Votes valides                               | Votes valides            | Votes valides            | 1 758        | 97,56        | 1 660       | 98,05       |         |         |
| Votes blancs                                | Votes blancs             | Votes blancs             | 17           | 0,94         | 14          | 0,83        |         |         |
| Votes nuls                                  | Votes nuls               | Votes nuls               | 27           | 1,50         | 19          | 1,12        |         |         |
| Total                                       | Total                    | Total                    | 1 802        | 100          | 1 693       | 100         | 29      | 10      |
| Abstention                                  | Abstention               | Abstention               | 1 335        | 42,56        | 1 437       | 45,91       |         |         |
| Inscrits / participation                    | Inscrits / participation | Inscrits / participation | 3 137        | 57,44        | 3 130       | 54,09       |         |         |

### Boulay-Moselle
- Maire sortant : André Boucher (DVD-LR)
- 29 sièges à pourvoir au conseil municipal (population légale 2017 : 5 587 habitants)
- 14 sièges à pourvoir au conseil communautaire (CC de la Houve et du Pays Boulageois)

|                                 | André Boucher            | DVD                      | 1 244 | 74,36 | 26 | 12 |  |  |
| Ensemble pour Boulay            |                          |                          | 1 244 | 74,36 | 26 | 12 |  |  |
|                                 | Gérard Vuillaume         | DVD                      | 217   | 12,97 | 2  | 1  |  |  |
| Agir pour demain                |                          |                          | 217   | 12,97 | 2  | 1  |  |  |
|                                 | El Houcine Maataoui      | DVG                      | 212   | 12,67 | 1  | 1  |  |  |
| Tous solidaires et prioritaires |                          |                          | 212   | 12,67 | 1  | 1  |  |  |
|                                 |                          |                          |       |       |    |    |  |  |
| Votes valides                   | Votes valides            | Votes valides            | 1 673 | 95,87 |    |    |  |  |
| Votes blancs                    | Votes blancs             | Votes blancs             | 36    | 2,06  |    |    |  |  |
| Votes nuls                      | Votes nuls               | Votes nuls               | 36    | 2,06  |    |    |  |  |
| Total                           | Total                    | Total                    | 1 745 | 100   | 29 | 14 |  |  |
| Abstention                      | Abstention               | Abstention               | 2 316 | 57,03 |    |    |  |  |
| Inscrits / participation        | Inscrits / participation | Inscrits / participation | 4 061 | 42,97 |    |    |  |  |

### Bousse
- Maire sortant : Pierre Kowalczyk (SE)
- 23 sièges à pourvoir au conseil municipal (population légale 2017 : 3 174 habitants)
- 4 sièges à pourvoir au conseil communautaire (CC de l'Arc mosellan)

|                             | Pierre Kowalczyk         | SE                       | 562   | 100,00 | 23 | 4 |  |  |
| Bousse, poursuivre ensemble |                          |                          | 562   | 100,00 | 23 | 4 |  |  |
|                             |                          |                          |       |        |    |   |  |  |
| Votes valides               | Votes valides            | Votes valides            | 562   | 90,94  |    |   |  |  |
| Votes blancs                | Votes blancs             | Votes blancs             | 13    | 2,10   |    |   |  |  |
| Votes nuls                  | Votes nuls               | Votes nuls               | 43    | 6,96   |    |   |  |  |
| Total                       | Total                    | Total                    | 618   | 100    | 23 | 4 |  |  |
| Abstention                  | Abstention               | Abstention               | 1 963 | 76,06  |    |   |  |  |
| Inscrits / participation    | Inscrits / participation | Inscrits / participation | 2 581 | 23,94  |    |   |  |  |

### Bouzonville
- Maire sortant : Denis Paysant (SE)
- 27 sièges à pourvoir au conseil municipal (population légale 2017 : 3 947 habitants)
- 10 sièges à pourvoir au conseil communautaire (CC Bouzonvillois - Trois Frontières)

|                                    | Armel Chabane            | UC                       | 785   | 70,72 | 23 | 9  |  |  |
| Bouzonville au cœur                |                          |                          | 785   | 70,72 | 23 | 9  |  |  |
|                                    | Marie-Christine Venner   | DVC                      | 325   | 29,28 | 4  | 1  |  |  |
| Énergies communes pour Bouzonville |                          |                          | 325   | 29,28 | 4  | 1  |  |  |
|                                    |                          |                          |       |       |    |    |  |  |
| Votes valides                      | Votes valides            | Votes valides            | 1 110 | 96,35 |    |    |  |  |
| Votes blancs                       | Votes blancs             | Votes blancs             | 8     | 0,69  |    |    |  |  |
| Votes nuls                         | Votes nuls               | Votes nuls               | 34    | 2,95  |    |    |  |  |
| Total                              | Total                    | Total                    | 1 152 | 100   | 27 | 10 |  |  |
| Abstention                         | Abstention               | Abstention               | 1 046 | 47,59 |    |    |  |  |
| Inscrits / participation           | Inscrits / participation | Inscrits / participation | 2 198 | 52,41 |    |    |  |  |

### Carling
- Maire sortant : Gaston Adier (DVD-SE)
- 23 sièges à pourvoir au conseil municipal (population légale 2017 : 3 445 habitants)
- 4 sièges à pourvoir au conseil communautaire (CA Saint-Avold Synergie)

|                            | Gaston Adier             | SE                       | 561   | 100,00 | 23 | 4 |  |  |
| Entente et avenir communal |                          |                          | 561   | 100,00 | 23 | 4 |  |  |
|                            |                          |                          |       |        |    |   |  |  |
| Votes valides              | Votes valides            | Votes valides            | 561   | 88,21  |    |   |  |  |
| Votes blancs               | Votes blancs             | Votes blancs             | 13    | 2,04   |    |   |  |  |
| Votes nuls                 | Votes nuls               | Votes nuls               | 62    | 9,75   |    |   |  |  |
| Total                      | Total                    | Total                    | 636   | 100    | 23 | 4 |  |  |
| Abstention                 | Abstention               | Abstention               | 1 799 | 73,88  |    |   |  |  |
| Inscrits / participation   | Inscrits / participation | Inscrits / participation | 2 435 | 26,12  |    |   |  |  |

### Clouange
- Maire sortant : Stéphane Boltz (SE-DVG)
- 23 sièges à pourvoir au conseil municipal (population légale 2017 : 3 495 habitants)
- 3 sièges à pourvoir au conseil communautaire (CC du Pays Orne-Moselle)

|                          | Stéphane Boltz           | SE                       | 868   | 74,83 | 20 | 3 |  |  |
| Clouange, Continuons     |                          |                          | 868   | 74,83 | 20 | 3 |  |  |
|                          | Lucas Lopes              | SE                       | 292   | 25,17 | 3  | 0 |  |  |
| Passionnément Clouange   |                          |                          | 292   | 25,17 | 3  | 0 |  |  |
|                          |                          |                          |       |       |    |   |  |  |
| Votes valides            | Votes valides            | Votes valides            | 1 160 | 97,81 |    |   |  |  |
| Votes blancs             | Votes blancs             | Votes blancs             | 14    | 1,18  |    |   |  |  |
| Votes nuls               | Votes nuls               | Votes nuls               | 12    | 1,01  |    |   |  |  |
| Total                    | Total                    | Total                    | 1 186 | 100   | 23 | 3 |  |  |
| Abstention               | Abstention               | Abstention               | 1 467 | 55,30 |    |   |  |  |
| Inscrits / participation | Inscrits / participation | Inscrits / participation | 2 653 | 44,70 |    |   |  |  |

### Cocheren
- Maire sortant : Jean-Bernard Martin (PS)
- 23 sièges à pourvoir au conseil municipal (population légale 2017 : 3 478 habitants)
- 3 sièges à pourvoir au conseil communautaire (CA de Forbach Porte de France)

|                                       | Jean-Bernard Martin      | SE                       | 660   | 65,41 | 19 | 2 |  |  |
| Tous unis dans l'action pour Cocheren |                          |                          | 660   | 65,41 | 19 | 2 |  |  |
|                                       | Jonathan Outomuro        | SE                       | 349   | 34,59 | 4  | 1 |  |  |
| Mieux vivre à Cocheren                |                          |                          | 349   | 34,59 | 4  | 1 |  |  |
|                                       |                          |                          |       |       |    |   |  |  |
| Votes valides                         | Votes valides            | Votes valides            | 1 009 | 97,21 |    |   |  |  |
| Votes blancs                          | Votes blancs             | Votes blancs             | 10    | 0,96  |    |   |  |  |
| Votes nuls                            | Votes nuls               | Votes nuls               | 19    | 1,83  |    |   |  |  |
| Total                                 | Total                    | Total                    | 1 038 | 100   | 23 | 3 |  |  |
| Abstention                            | Abstention               | Abstention               | 1 427 | 57,89 |    |   |  |  |
| Inscrits / participation              | Inscrits / participation | Inscrits / participation | 2 465 | 42,11 |    |   |  |  |

### Courcelles-Chaussy
- Maire sortant : Jean-Marie Gori (DVD)
- 23 sièges à pourvoir au conseil municipal (population légale 2017 : 3 075 habitants)
- 7 sièges à pourvoir au conseil communautaire (CC Haut Chemin - Pays de Pange)

|                          | Luc Giamberini           | SE                       | 556   | 100,00 | 23 | 7 |  |  |
| Construisons demain      |                          |                          | 556   | 100,00 | 23 | 7 |  |  |
|                          |                          |                          |       |        |    |   |  |  |
| Votes valides            | Votes valides            | Votes valides            | 556   | 91,60  |    |   |  |  |
| Votes blancs             | Votes blancs             | Votes blancs             | 20    | 3,29   |    |   |  |  |
| Votes nuls               | Votes nuls               | Votes nuls               | 31    | 5,11   |    |   |  |  |
| Total                    | Total                    | Total                    | 607   | 100    | 23 | 7 |  |  |
| Abstention               | Abstention               | Abstention               | 1 532 | 71,62  |    |   |  |  |
| Inscrits / participation | Inscrits / participation | Inscrits / participation | 2 139 | 28,38  |    |   |  |  |

### Créhange
- Maire sortant : François Lavergne (DVD-SE-LR)
- 27 sièges à pourvoir au conseil municipal (population légale 2017 : 3 868 habitants)
- 7 sièges à pourvoir au conseil communautaire (CC du District Urbain de Faulquemont)

|                          | François Lavergne        | DVD                      | 660   | 100,00 | 27 | 7 |  |  |
| Ensemble pour Créhange   |                          |                          | 660   | 100,00 | 27 | 7 |  |  |
|                          |                          |                          |       |        |    |   |  |  |
| Votes valides            | Votes valides            | Votes valides            | 660   | 88,35  |    |   |  |  |
| Votes blancs             | Votes blancs             | Votes blancs             | 25    | 3,35   |    |   |  |  |
| Votes nuls               | Votes nuls               | Votes nuls               | 62    | 8,30   |    |   |  |  |
| Total                    | Total                    | Total                    | 747   | 100    | 27 | 7 |  |  |
| Abstention               | Abstention               | Abstention               | 2 454 | 76,66  |    |   |  |  |
| Inscrits / participation | Inscrits / participation | Inscrits / participation | 3 201 | 23,34  |    |   |  |  |

### Creutzwald
- Maire sortant : Jean-Luc Wozniak (DVD-SE)
- 33 sièges à pourvoir au conseil municipal (population légale 2017 : 13 095 habitants)
- 16 sièges à pourvoir au conseil communautaire (CC du Warndt)

|                                               | Jean-Luc Wozniak         | DVD                      | 1 774 | 64,91 | 28 | 13 |  |  |
| Jean-Luc Wozniak 2020 - Liste pour Creutzwald |                          |                          | 1 774 | 64,91 | 28 | 13 |  |  |
|                                               | Ludovic Faroult          | DVD                      | 959   | 35,09 | 5  | 3  |  |  |
| Osez changer                                  |                          |                          | 959   | 35,09 | 5  | 3  |  |  |
|                                               |                          |                          |       |       |    |    |  |  |
| Votes valides                                 | Votes valides            | Votes valides            | 2 733 | 96,10 |    |    |  |  |
| Votes blancs                                  | Votes blancs             | Votes blancs             | 53    | 1,86  |    |    |  |  |
| Votes nuls                                    | Votes nuls               | Votes nuls               | 58    | 2,04  |    |    |  |  |
| Total                                         | Total                    | Total                    | 2 844 | 100   | 33 | 16 |  |  |
| Abstention                                    | Abstention               | Abstention               | 5 177 | 64,54 |    |    |  |  |
| Inscrits / participation                      | Inscrits / participation | Inscrits / participation | 8 021 | 35,46 |    |    |  |  |

### Fameck
- Maire sortant : Michel Liebgott (PS)
- 33 sièges à pourvoir au conseil municipal (population légale 2017 : 13 931 habitants)
- 10 sièges à pourvoir au conseil communautaire (CA du Val de Fensch)

|                               | Michel Liebgott          | PS                       | 1 974 | 76,01 | 29 | 9  |  |  |
| Pour Fameck ensemble          |                          |                          | 1 974 | 76,01 | 29 | 9  |  |  |
|                               | Françoise Sperandio      | DVC                      | 623   | 23,99 | 4  | 1  |  |  |
| Fam-Fameck L'avenir en marche |                          |                          | 623   | 23,99 | 4  | 1  |  |  |
|                               |                          |                          |       |       |    |    |  |  |
| Votes valides                 | Votes valides            | Votes valides            | 2 597 | 96,26 |    |    |  |  |
| Votes blancs                  | Votes blancs             | Votes blancs             | 58    | 2,15  |    |    |  |  |
| Votes nuls                    | Votes nuls               | Votes nuls               | 43    | 1,59  |    |    |  |  |
| Total                         | Total                    | Total                    | 2 698 | 100   | 33 | 10 |  |  |
| Abstention                    | Abstention               | Abstention               | 7 102 | 72,47 |    |    |  |  |
| Inscrits / participation      | Inscrits / participation | Inscrits / participation | 9 800 | 27,53 |    |    |  |  |

### Farébersviller
- Maire sortant : Laurent Kleinhentz (PS-DVG)
- 29 sièges à pourvoir au conseil municipal (population légale 2017 : 5 541 habitants)
- 6 sièges à pourvoir au conseil communautaire (CC de Freyming-Merlebach)

|                                 | Laurent Kleinhentz       | DVG                      | 967   | 54,91 | 23 | 5 |  |  |
| Réussir ensemble pour Far       |                          |                          | 967   | 54,91 | 23 | 5 |  |  |
|                                 | Karim Bahfir             | UC                       | 794   | 45,09 | 6  | 1 |  |  |
| Agir ensemble pour notre avenir |                          |                          | 794   | 45,09 | 6  | 1 |  |  |
|                                 |                          |                          |       |       |    |   |  |  |
| Votes valides                   | Votes valides            | Votes valides            | 1 761 | 97,56 |    |   |  |  |
| Votes blancs                    | Votes blancs             | Votes blancs             | 22    | 1,22  |    |   |  |  |
| Votes nuls                      | Votes nuls               | Votes nuls               | 22    | 1,22  |    |   |  |  |
| Total                           | Total                    | Total                    | 1 805 | 100   | 29 | 6 |  |  |
| Abstention                      | Abstention               | Abstention               | 1 369 | 43,13 |    |   |  |  |
| Inscrits / participation        | Inscrits / participation | Inscrits / participation | 3 174 | 56,87 |    |   |  |  |

### Faulquemont
- Maire sortant : Bruno Bianchin (DVD-SE)
- 29 sièges à pourvoir au conseil municipal (population légale 2017 : 5 306 habitants)
- 10 sièges à pourvoir au conseil communautaire (CC du District Urbain de Faulquemont)

|                                     | Bruno Bianchin           | DVD                      | 992   | 71,42 | 25 | 9  |  |  |
| Énergie collective pour Faulquemont |                          |                          | 992   | 71,42 | 25 | 9  |  |  |
|                                     | Patrick Bonnet           | DVD                      | 397   | 28,58 | 4  | 1  |  |  |
| Réunis pour demain                  |                          |                          | 397   | 28,58 | 4  | 1  |  |  |
|                                     |                          |                          |       |       |    |    |  |  |
| Votes valides                       | Votes valides            | Votes valides            | 1 389 | 97,27 |    |    |  |  |
| Votes blancs                        | Votes blancs             | Votes blancs             | 14    | 0,98  |    |    |  |  |
| Votes nuls                          | Votes nuls               | Votes nuls               | 25    | 1,75  |    |    |  |  |
| Total                               | Total                    | Total                    | 1 428 | 100   | 29 | 10 |  |  |
| Abstention                          | Abstention               | Abstention               | 2 196 | 60,60 |    |    |  |  |
| Inscrits / participation            | Inscrits / participation | Inscrits / participation | 3 624 | 39,40 |    |    |  |  |

### Florange
- Maire sortant : Rémy Dick (LR-DVD-SE)
- 33 sièges à pourvoir au conseil municipal (population légale 2017 : 11 951 habitants)
- 9 sièges à pourvoir au conseil communautaire (CA du Val de Fensch)

|                              | Rémy Dick                | DVD                      | 1 956 | 64,62 | 28 | 8 |  |  |
| Florange en Mouvement 2020   |                          |                          | 1 956 | 64,62 | 28 | 8 |  |  |
|                              | Michèle Bey              | DVG                      | 580   | 19,16 | 3  | 1 |  |  |
| Florange, Nouvel Horizon     |                          |                          | 580   | 19,16 | 3  | 1 |  |  |
|                              | Seyyd-Mohamed Baka       | DVC                      | 491   | 16,22 | 2  | 0 |  |  |
| Bouge Ta Ville Florange 2020 |                          |                          | 491   | 16,22 | 2  | 0 |  |  |
|                              |                          |                          |       |       |    |   |  |  |
| Votes valides                | Votes valides            | Votes valides            | 3 027 | 97,61 |    |   |  |  |
| Votes blancs                 | Votes blancs             | Votes blancs             | 37    | 1,19  |    |   |  |  |
| Votes nuls                   | Votes nuls               | Votes nuls               | 37    | 1,19  |    |   |  |  |
| Total                        | Total                    | Total                    | 3 101 | 100   | 33 | 9 |  |  |
| Abstention                   | Abstention               | Abstention               | 5 260 | 62,91 |    |   |  |  |
| Inscrits / participation     | Inscrits / participation | Inscrits / participation | 8 361 | 37,09 |    |   |  |  |

### Folschviller
- Maire sortant : Gabriel Muller (DVD)
- 27 sièges à pourvoir au conseil municipal (population légale 2017 : 3 993 habitants)
- 4 sièges à pourvoir au conseil communautaire (CA Saint-Avold Synergie)

|                                                   | Didier Zimny             | DVC                      | 695   | 50,66 | 21 | 3 |  |  |
| Ensemble pour Folschviller                        |                          |                          | 695   | 50,66 | 21 | 3 |  |  |
|                                                   | Gabriel Muller           | DVD                      | 677   | 49,34 | 6  | 1 |  |  |
| Dynamisme engagement solidarité pour Folschviller |                          |                          | 677   | 49,34 | 6  | 1 |  |  |
|                                                   |                          |                          |       |       |    |   |  |  |
| Votes valides                                     | Votes valides            | Votes valides            | 1 372 | 98,07 |    |   |  |  |
| Votes blancs                                      | Votes blancs             | Votes blancs             | 11    | 0,79  |    |   |  |  |
| Votes nuls                                        | Votes nuls               | Votes nuls               | 16    | 1,14  |    |   |  |  |
| Total                                             | Total                    | Total                    | 1 399 | 100   | 27 | 4 |  |  |
| Abstention                                        | Abstention               | Abstention               | 1 376 | 49,59 |    |   |  |  |
| Inscrits / participation                          | Inscrits / participation | Inscrits / participation | 2 775 | 50,41 |    |   |  |  |

### Fontoy
- Maire sortant : Henri Boguet (SE-DVD)
- 23 sièges à pourvoir au conseil municipal (population légale 2017 : 3 036 habitants)
- 2 sièges à pourvoir au conseil communautaire (CA Portes de France-Thionville)

|                          | Mathieu Weis             | SE                       | 738   | 100,00 | 23 | 2 |  |  |
| Fontoy Ensemble          |                          |                          | 738   | 100,00 | 23 | 2 |  |  |
|                          |                          |                          |       |        |    |   |  |  |
| Votes valides            | Votes valides            | Votes valides            | 738   | 92,60  |    |   |  |  |
| Votes blancs             | Votes blancs             | Votes blancs             | 24    | 3,01   |    |   |  |  |
| Votes nuls               | Votes nuls               | Votes nuls               | 35    | 4,39   |    |   |  |  |
| Total                    | Total                    | Total                    | 797   | 100    | 23 | 2 |  |  |
| Abstention               | Abstention               | Abstention               | 1 473 | 64,89  |    |   |  |  |
| Inscrits / participation | Inscrits / participation | Inscrits / participation | 2 270 | 35,11  |    |   |  |  |

### Forbach
- Maire sortant : Laurent Kalinowski (PS)
- 35 sièges à pourvoir au conseil municipal (population légale 2017 : 21 552 habitants)
- 15 sièges à pourvoir au conseil communautaire (CA de Forbach Porte de France)

| Tête de liste                  | Tête de liste            | Liste                    | Premier tour | Premier tour | Second tour | Second tour | Sièges | Sièges |
| Tête de liste                  | Tête de liste            | Liste                    | Voix         | %            | Voix        | %           | CM     | CC     |
| ------------------------------ | ------------------------ | ------------------------ | ------------ | ------------ | ----------- | ----------- | ------ | ------ |
|                                | Alexandre Cassaro        | UC                       | 921          | 21,70        | 1 571       | 35,24       | 24     | 11     |
| Un nouveau départ pour Forbach |                          |                          | 921          | 21,70        | 1 571       | 35,24       | 24     | 11     |
|                                | Eric Diligent            | DVD                      | 820          | 19,32        | 1 329       | 29,81       | 5      | 2      |
| Forbach notre passion          |                          |                          | 820          | 19,32        | 1 329       | 29,81       | 5      | 2      |
|                                | Christian Peyron         | DVD                      | 651          | 15,34        | 964         | 21,62       | 4      | 1      |
| Forbach - Avenir               |                          |                          | 651          | 15,34        | 964         | 21,62       | 4      | 1      |
|                                | Thierry Homberg          | DVG                      | 573          | 13,50        | 594         | 13,32       | 2      | 1      |
| Avec vous pour Forbach         |                          |                          | 573          | 13,50        | 594         | 13,32       | 2      | 1      |
|                                | Florian Philippot        | EXD (LP)                 | 412          | 9,71         |             |             |        |        |
| Pour Forbach !                 |                          |                          | 412          | 9,71         |             |             |        |        |
|                                | Aziz Bendaouadji         | DIV                      | 364          | 8,58         |             |             |        |        |
| Nous sommes Forbach            |                          |                          | 364          | 8,58         |             |             |        |        |
|                                | Anthony Thiel            | DVG                      | 320          | 7,54         |             |             |        |        |
| Osons Forbach                  |                          |                          | 320          | 7,54         |             |             |        |        |
|                                | Lucien Terragnolo        | RN                       | 183          | 4,31         |             |             |        |        |
| Forbach bleu marine            |                          |                          | 183          | 4,31         |             |             |        |        |
|                                |                          |                          |              |              |             |             |        |        |
| Votes valides                  | Votes valides            | Votes valides            | 4 244        | 97,41        | 4 458       | 97,83       |        |        |
| Votes blancs                   | Votes blancs             | Votes blancs             | 41           | 0,94         | 56          | 1,23        |        |        |
| Votes nuls                     | Votes nuls               | Votes nuls               | 72           | 1,65         | 43          | 0,94        |        |        |
| Total                          | Total                    | Total                    | 4 357        | 100          | 4 557       | 100         | 35     | 15     |
| Abstention                     | Abstention               | Abstention               | 9 166        | 67,78        | 8 957       | 66,28       |        |        |
| Inscrits / participation       | Inscrits / participation | Inscrits / participation | 13 523       | 32,22        | 13 514      | 33,72       |        |        |

### Freyming-Merlebach
- Maire sortant : Pierre Lang (DVD-SE-LR)
- 33 sièges à pourvoir au conseil municipal (population légale 2017 : 12 818 habitants)
- 15 sièges à pourvoir au conseil communautaire (CC de Freyming-Merlebach)

|                                                 | Pierre Lang              | DVD                      | 1 732 | 72,86 | 29 | 13 |  |  |
| Pierre Lang Nouvel élan pour Freyming-Merlebach |                          |                          | 1 732 | 72,86 | 29 | 13 |  |  |
|                                                 | Patricia Mihelic         | DVD                      | 645   | 27,14 | 4  | 2  |  |  |
| Repense ta ville                                |                          |                          | 645   | 27,14 | 4  | 2  |  |  |
|                                                 |                          |                          |       |       |    |    |  |  |
| Votes valides                                   | Votes valides            | Votes valides            | 2 377 | 96,27 |    |    |  |  |
| Votes blancs                                    | Votes blancs             | Votes blancs             | 45    | 1,82  |    |    |  |  |
| Votes nuls                                      | Votes nuls               | Votes nuls               | 47    | 1,90  |    |    |  |  |
| Total                                           | Total                    | Total                    | 2 469 | 100   | 33 | 15 |  |  |
| Abstention                                      | Abstention               | Abstention               | 6 338 | 71,97 |    |    |  |  |
| Inscrits / participation                        | Inscrits / participation | Inscrits / participation | 8 807 | 28,03 |    |    |  |  |

### Grosbliederstroff
- Maire sortant : Joël Niederlaender (DVG)
- 23 sièges à pourvoir au conseil municipal (population légale 2017 : 3 303 habitants)
- 4 sièges à pourvoir au conseil communautaire (CA Sarreguemines Confluences)

|                          | Pascal Weisslinger,      | SE                       | 662   | 63,59 | 19 | 3 |  |  |
| Grosblie tous ensemble   |                          |                          | 662   | 63,59 | 19 | 3 |  |  |
|                          | Alain Barda              | SE                       | 379   | 36,41 | 4  | 1 |  |  |
| Le renouveau             |                          |                          | 379   | 36,41 | 4  | 1 |  |  |
|                          |                          |                          |       |       |    |   |  |  |
| Votes valides            | Votes valides            | Votes valides            | 1 041 | 94,81 |    |   |  |  |
| Votes blancs             | Votes blancs             | Votes blancs             | 17    | 1,55  |    |   |  |  |
| Votes nuls               | Votes nuls               | Votes nuls               | 40    | 3,64  |    |   |  |  |
| Total                    | Total                    | Total                    | 1 098 | 100   | 23 | 4 |  |  |
| Abstention               | Abstention               | Abstention               | 1 162 | 51,42 |    |   |  |  |
| Inscrits / participation | Inscrits / participation | Inscrits / participation | 2 260 | 48,58 |    |   |  |  |

### Guénange
- Maire sortant : Jean-Pierre La Vaullée (PS-DVG)
- 29 sièges à pourvoir au conseil municipal (population légale 2017 : 7 210 habitants)
- 11 sièges à pourvoir au conseil communautaire (CC de l'Arc mosellan)

| Tête de liste                                                          | Tête de liste            | Liste                    | Premier tour | Premier tour | Second tour | Second tour | Sièges  | Sièges  |
| Tête de liste                                                          | Tête de liste            | Liste                    | Voix         | %            | Voix        | %           | CM      | CC      |
| ---------------------------------------------------------------------- | ------------------------ | ------------------------ | ------------ | ------------ | ----------- | ----------- | ------- | ------- |
|                                                                        | Pierre Tacconi           | DVC                      | 887          | 41,78        | 1 497       | 63,94       | 24      | 9       |
| Osez Guénange                                                          |                          |                          | 887          | 41,78        | 1 497       | 63,94       | 24      | 9       |
|                                                                        | Éric Balland             | DVG                      | 617          | 29,06        | 844         | 36,05       | 5       | 2       |
| Guénange vivons notre ville (1er tour) Unis, vivons Guénange (2e tour) |                          |                          | 617          | 29,06        | 844         | 36,05       | 5       | 2       |
|                                                                        | Matthieu Guilbert        | DVC                      | 400          | 18,84        | 844         | 36,05       | 5       | 2       |
| Guénange unie                                                          |                          |                          | 400          | 18,84        | 844         | 36,05       | 5       | 2       |
|                                                                        | Joseph Cadario           | DIV                      | 219          | 10,32        | Retrait     | Retrait     | Retrait | Retrait |
| Guénange au cœur                                                       |                          |                          | 219          | 10,32        | Retrait     | Retrait     | Retrait | Retrait |
|                                                                        |                          |                          |              |              |             |             |         |         |
| Votes valides                                                          | Votes valides            | Votes valides            | 2 123        | 97,79        | 2 341       | 97,99       |         |         |
| Votes blancs                                                           | Votes blancs             | Votes blancs             | 25           | 1,15         | 33          | 1,38        |         |         |
| Votes nuls                                                             | Votes nuls               | Votes nuls               | 23           | 1,06         | 15          | 0,63        |         |         |
| Total                                                                  | Total                    | Total                    | 2 171        | 100          | 2 389       | 100         | 29      | 11      |
| Abstention                                                             | Abstention               | Abstention               | 3 721        | 63,15        | 3 497       | 59,41       |         |         |
| Inscrits / participation                                               | Inscrits / participation | Inscrits / participation | 5 892        | 36,85        | 5 886       | 40,59       |         |         |

### Hagondange
- Maire sortant : Jean-Claude Mahler (DVD)
- 29 sièges à pourvoir au conseil municipal (population légale 2017 : 9 242 habitants)
- 9 sièges à pourvoir au conseil communautaire (CC Rives de Moselle)

|                          | Valérie Romilly          | DVD                      | 1 587 | 70,44 | 25 | 8 |  |  |
| Ensemble pour Hagondange |                          |                          | 1 587 | 70,44 | 25 | 8 |  |  |
|                          | Jean-Luc Lamm            | DVC                      | 666   | 29,56 | 4  | 1 |  |  |
| Mieux vivre Hagondange   |                          |                          | 666   | 29,56 | 4  | 1 |  |  |
|                          |                          |                          |       |       |    |   |  |  |
| Votes valides            | Votes valides            | Votes valides            | 2 253 | 96,49 |    |   |  |  |
| Votes blancs             | Votes blancs             | Votes blancs             | 39    | 1,67  |    |   |  |  |
| Votes nuls               | Votes nuls               | Votes nuls               | 43    | 1,84  |    |   |  |  |
| Total                    | Total                    | Total                    | 2 335 | 100   | 29 | 9 |  |  |
| Abstention               | Abstention               | Abstention               | 4 426 | 65,46 |    |   |  |  |
| Inscrits / participation | Inscrits / participation | Inscrits / participation | 6 761 | 34,54 |    |   |  |  |

### Hayange
- Maire sortant : Fabien Engelmann (RN)
- 33 sièges à pourvoir au conseil municipal (population légale 2017 : 15 811 habitants)
- 10 sièges à pourvoir au conseil communautaire (CA du Val de Fensch)

|                                            | Fabien Engelmann         | RN                       | 2 614  | 63,14 | 28 | 9  |  |  |
| Ensemble, Continuons pour Hayange          |                          |                          | 2 614  | 63,14 | 28 | 9  |  |  |
|                                            | Rebecca Adam             | DVG                      | 811    | 19,59 | 3  | 1  |  |  |
| Changer d'ère                              |                          |                          | 811    | 19,59 | 3  | 1  |  |  |
|                                            | Jean-Marc Marichy        | DIV                      | 563    | 13,60 | 2  | 0  |  |  |
| Hayange en Harmonie                        |                          |                          | 563    | 13,60 | 2  | 0  |  |  |
|                                            | Anne-Catherine Levecque  | EXG (POID)               | 152    | 3,67  | 0  | 0  |  |  |
| Pour l'unité Ouvrière soutenue par le POID |                          |                          | 152    | 3,67  | 0  | 0  |  |  |
|                                            |                          |                          |        |       |    |    |  |  |
| Votes valides                              | Votes valides            | Votes valides            | 4 140  | 97,43 |    |    |  |  |
| Votes blancs                               | Votes blancs             | Votes blancs             | 53     | 1,25  |    |    |  |  |
| Votes nuls                                 | Votes nuls               | Votes nuls               | 56     | 1,32  |    |    |  |  |
| Total                                      | Total                    | Total                    | 4 249  | 100   | 33 | 10 |  |  |
| Abstention                                 | Abstention               | Abstention               | 7 509  | 63,86 |    |    |  |  |
| Inscrits / participation                   | Inscrits / participation | Inscrits / participation | 11 758 | 36,14 |    |    |  |  |

### Hettange-Grande
- Maire sortant : Roland Balcerzak (LR-DVD)
- 29 sièges à pourvoir au conseil municipal (population légale 2017 : 7 653 habitants)
- 13 sièges à pourvoir au conseil communautaire (CC de Cattenom et environs)

|                                                              | Roland Balcerzak         | DVD                      | 1 084 | 100,00 | 29 | 13 |  |  |
| Roland Balcerzak - une passion pour Hettange-Grande Soetrich |                          |                          | 1 084 | 100,00 | 29 | 13 |  |  |
|                                                              |                          |                          |       |        |    |    |  |  |
| Votes valides                                                | Votes valides            | Votes valides            | 1 084 | 87,84  |    |    |  |  |
| Votes blancs                                                 | Votes blancs             | Votes blancs             | 77    | 6,24   |    |    |  |  |
| Votes nuls                                                   | Votes nuls               | Votes nuls               | 73    | 5,92   |    |    |  |  |
| Total                                                        | Total                    | Total                    | 1 234 | 100    | 29 | 13 |  |  |
| Abstention                                                   | Abstention               | Abstention               | 4 179 | 77,20  |    |    |  |  |
| Inscrits / participation                                     | Inscrits / participation | Inscrits / participation | 5 413 | 22,80  |    |    |  |  |

### Hombourg-Haut
- Maire sortant : Laurent Muller (DVD-LR)
- 29 sièges à pourvoir au conseil municipal (population légale 2017 : 6 433 habitants)
- 8 sièges à pourvoir au conseil communautaire (CC de Freyming-Merlebach)

|                                           | Laurent Muller           | UDI                      | 1 039 | 59,92 | 24 | 7 |  |  |
| Ensemble, maintenons le cap pour Hombourg |                          |                          | 1 039 | 59,92 | 24 | 7 |  |  |
|                                           | Brigitte Schlickling     | DVD                      | 486   | 28,03 | 4  | 1 |  |  |
| Hombourg Vivre ensemble                   |                          |                          | 486   | 28,03 | 4  | 1 |  |  |
|                                           | Cassandre Fristot        | DVD                      | 209   | 12,05 | 1  | 0 |  |  |
| Hombourg à cœur, le respect des valeurs   |                          |                          | 209   | 12,05 | 1  | 0 |  |  |
|                                           |                          |                          |       |       |    |   |  |  |
| Votes valides                             | Votes valides            | Votes valides            | 1 734 | 96,98 |    |   |  |  |
| Votes blancs                              | Votes blancs             | Votes blancs             | 21    | 1,17  |    |   |  |  |
| Votes nuls                                | Votes nuls               | Votes nuls               | 33    | 1,85  |    |   |  |  |
| Total                                     | Total                    | Total                    | 1 788 | 100   | 29 | 8 |  |  |
| Abstention                                | Abstention               | Abstention               | 2 625 | 59,48 |    |   |  |  |
| Inscrits / participation                  | Inscrits / participation | Inscrits / participation | 4 413 | 40,52 |    |   |  |  |

### Knutange
- Maire sortant : Fabrice Cerbai (app. PCF-DVG)
- 23 sièges à pourvoir au conseil municipal (population légale 2017 : 3 203 habitants)
- 2 sièges à pourvoir au conseil communautaire (CA du Val de Fensch)

|                                              | Fabrice Cerbai           | app. PCF                 | 532   | 74,82 | 20 | 3 |  |  |
| AVEK Actions Volontés Energies pour Knutange |                          |                          | 532   | 74,82 | 20 | 3 |  |  |
|                                              | Erico Del Ciotto         | SE                       | 179   | 25,18 | 3  | 0 |  |  |
| Knutange 2020                                |                          |                          | 179   | 25,18 | 3  | 0 |  |  |
|                                              |                          |                          |       |       |    |   |  |  |
| Votes valides                                | Votes valides            | Votes valides            | 711   | 95,18 |    |   |  |  |
| Votes blancs                                 | Votes blancs             | Votes blancs             | 20    | 2,68  |    |   |  |  |
| Votes nuls                                   | Votes nuls               | Votes nuls               | 16    | 2,14  |    |   |  |  |
| Total                                        | Total                    | Total                    | 747   | 100   | 23 | 2 |  |  |
| Abstention                                   | Abstention               | Abstention               | 1 448 | 65,97 |    |   |  |  |
| Inscrits / participation                     | Inscrits / participation | Inscrits / participation | 2 195 | 34,03 |    |   |  |  |

### L'Hôpital
- Maire sortant : Gilbert Weber (DVG-SE)
- 29 sièges à pourvoir au conseil municipal (population légale 2017 : 5 350 habitants)
- 6 sièges à pourvoir au conseil communautaire (CA Saint-Avold Synergie)

| Tête de liste            | Tête de liste            | Liste                    | Premier tour | Premier tour | Second tour | Second tour | Sièges  | Sièges  |
| Tête de liste            | Tête de liste            | Liste                    | Voix         | %            | Voix        | %           | CM      | CC      |
| ------------------------ | ------------------------ | ------------------------ | ------------ | ------------ | ----------- | ----------- | ------- | ------- |
|                          | Emmanuel Schuler         | DVD                      | 868          | 46,79        | 1 139       | 56,80       | 24      | 5       |
| Énergie et avenir        |                          |                          | 868          | 46,79        | 1 139       | 56,80       | 24      | 5       |
|                          | Christophe Gil           | DVD                      | 546          | 29,43        | 749         | 37,35       | 5       | 1       |
| Pour vous et avec vous   |                          |                          | 546          | 29,43        | 749         | 37,35       | 5       | 1       |
|                          | Jean-Claude Dreistadt    | EXD                      | 217          | 11,70        | 117         | 5,83        | 0       | 0       |
| L'Hôpital Le Renouveau   |                          |                          | 217          | 11,70        | 117         | 5,83        | 0       | 0       |
|                          | Gilbert Weber            | DVG                      | 224          | 12,08        | Retrait     | Retrait     | Retrait | Retrait |
| Génération Spit 2020     |                          |                          | 224          | 12,08        | Retrait     | Retrait     | Retrait | Retrait |
|                          |                          |                          |              |              |             |             |         |         |
| Votes valides            | Votes valides            | Votes valides            | 1 855        | 98,25        | 2 005       | 98,48       |         |         |
| Votes blancs             | Votes blancs             | Votes blancs             | 19           | 1,01         | 18          | 0,88        |         |         |
| Votes nuls               | Votes nuls               | Votes nuls               | 14           | 0,74         | 13          | 0,64        |         |         |
| Total                    | Total                    | Total                    | 1 888        | 100          | 2 036       | 100         | 29      | 6       |
| Abstention               | Abstention               | Abstention               | 2 011        | 51,58        | 1 863       | 47,78       |         |         |
| Inscrits / participation | Inscrits / participation | Inscrits / participation | 3 899        | 48,42        | 3 899       | 52,22       |         |         |

### Le Ban-Saint-Martin
- Maire sortant : Henri Hasser (DVD-SE)
- 27 sièges à pourvoir au conseil municipal (population légale 2017 : 4 341 habitants)
- 1 siège à pourvoir au conseil communautaire (Eurométropole de Metz)

|                          | Henri Hasser             | DVD                      | 511   | 100,00 | 27 | 1 |  |  |
| Union et action          |                          |                          | 511   | 100,00 | 27 | 1 |  |  |
|                          |                          |                          |       |        |    |   |  |  |
| Votes valides            | Votes valides            | Votes valides            | 511   | 87,20  |    |   |  |  |
| Votes blancs             | Votes blancs             | Votes blancs             | 48    | 8,19   |    |   |  |  |
| Votes nuls               | Votes nuls               | Votes nuls               | 27    | 4,61   |    |   |  |  |
| Total                    | Total                    | Total                    | 586   | 100    | 27 | 1 |  |  |
| Abstention               | Abstention               | Abstention               | 2 366 | 80,15  |    |   |  |  |
| Inscrits / participation | Inscrits / participation | Inscrits / participation | 2 952 | 19,85  |    |   |  |  |

### Longeville-lès-Metz
- Maire sortant : Alain Chapelain (DVD)
- 27 sièges à pourvoir au conseil municipal (population légale 2017 : 4 030 habitants)
- 1 siège à pourvoir au conseil communautaire (Eurométropole de Metz)

|                               | Manuel Brocart           | DVD                      | 583   | 57,38 | 22 | 1 |  |  |
| Agir ensemble pour Longeville |                          |                          | 583   | 57,38 | 22 | 1 |  |  |
|                               | Thierry Weizman,         | DVD                      | 433   | 42,62 | 5  | 0 |  |  |
| Liste d'entente municipale    |                          |                          | 433   | 42,62 | 5  | 0 |  |  |
|                               |                          |                          |       |       |    |   |  |  |
| Votes valides                 | Votes valides            | Votes valides            | 1 016 | 96,39 |    |   |  |  |
| Votes blancs                  | Votes blancs             | Votes blancs             | 21    | 1,99  |    |   |  |  |
| Votes nuls                    | Votes nuls               | Votes nuls               | 17    | 1,61  |    |   |  |  |
| Total                         | Total                    | Total                    | 1 054 | 100   | 27 | 1 |  |  |
| Abstention                    | Abstention               | Abstention               | 1 870 | 63,95 |    |   |  |  |
| Inscrits / participation      | Inscrits / participation | Inscrits / participation | 2 924 | 36,05 |    |   |  |  |

### Longeville-lès-Saint-Avold
- Maire sortante : Suzanne Thielen-Kalis (SE)
- 27 sièges à pourvoir au conseil municipal (population légale 2017 : 3 666 habitants)
- 6 sièges à pourvoir au conseil communautaire (CC du District Urbain de Faulquemont)

| Tête de liste                        | Tête de liste            | Liste                    | Premier tour | Premier tour | Second tour | Second tour | Sièges | Sièges |
| Tête de liste                        | Tête de liste            | Liste                    | Voix         | %            | Voix        | %           | CM     | CC     |
| ------------------------------------ | ------------------------ | ------------------------ | ------------ | ------------ | ----------- | ----------- | ------ | ------ |
|                                      | Emmanuel Thiry,          | DVD                      | 702          | 49,93        | 875         | 59,72       | 22     | 5      |
| Une équipe dynamique pour Longeville |                          |                          | 702          | 49,93        | 875         | 59,72       | 22     | 5      |
|                                      | Denis Schmitt            | DVD                      | 552          | 39,26        | 590         | 40,27       | 5      | 1      |
| Longeville Réussir ensemble          |                          |                          | 552          | 39,26        | 590         | 40,27       | 5      | 1      |
|                                      | Patrice Nimeskern        | DVD                      | 152          | 10,81        | 590         | 40,27       | 5      | 1      |
| Longeville Changeons ensemble        |                          |                          | 152          | 10,81        | 590         | 40,27       | 5      | 1      |
|                                      |                          |                          |              |              |             |             |        |        |
| Votes valides                        | Votes valides            | Votes valides            | 1 406        | 96,70        | 1 465       | 96,76       |        |        |
| Votes blancs                         | Votes blancs             | Votes blancs             | 30           | 2,06         | 30          | 1,98        |        |        |
| Votes nuls                           | Votes nuls               | Votes nuls               | 18           | 1,24         | 19          | 1,25        |        |        |
| Total                                | Total                    | Total                    | 1 454        | 100          | 1 514       | 100         | 27     | 6      |
| Abstention                           | Abstention               | Abstention               | 1 389        | 48,86        | 1 328       | 46,73       |        |        |
| Inscrits / participation             | Inscrits / participation | Inscrits / participation | 2 843        | 51,14        | 2 842       | 53,27       |        |        |

### Maizières-lès-Metz
- Maire sortant : Julien Freyburger (DVD-LR)
- 33 sièges à pourvoir au conseil municipal (population légale 2017 : 11 388 habitants)
- 11 sièges à pourvoir au conseil communautaire (CC Rives de Moselle)

|                          | Julien Freyburger        | DVD                      | 2 054 | 65,96 | 28 | 9  |  |  |
| Pour Maizières !         |                          |                          | 2 054 | 65,96 | 28 | 9  |  |  |
|                          | Stéphane Meignel         | PS                       | 1 060 | 34,04 | 5  | 2  |  |  |
| Mieux vivre à Maizières  |                          |                          | 1 060 | 34,04 | 5  | 2  |  |  |
|                          |                          |                          |       |       |    |    |  |  |
| Votes valides            | Votes valides            | Votes valides            | 3 114 | 97,19 |    |    |  |  |
| Votes blancs             | Votes blancs             | Votes blancs             | 31    | 0,97  |    |    |  |  |
| Votes nuls               | Votes nuls               | Votes nuls               | 59    | 1,84  |    |    |  |  |
| Total                    | Total                    | Total                    | 3 204 | 100   | 33 | 11 |  |  |
| Abstention               | Abstention               | Abstention               | 5 437 | 62,92 |    |    |  |  |
| Inscrits / participation | Inscrits / participation | Inscrits / participation | 8 641 | 37,08 |    |    |  |  |

### Marange-Silvange
- Maire sortant : Yves Muller (MoDem-SE)
- 29 sièges à pourvoir au conseil municipal (population légale 2017 : 6 179 habitants)
- 6 sièges à pourvoir au conseil communautaire (CC du Pays Orne-Moselle)

|                                               | Yves Muller              | DVC                      | 1 164 | 59,78 | 24 | 5 |  |  |
| Commune d'avenir 2020 Marange Silvange Ternel |                          |                          | 1 164 | 59,78 | 24 | 5 |  |  |
|                                               | Valentin Coquin          | DVD                      | 425   | 21,83 | 3  | 1 |  |  |
| Tous unis pour Marange-Silvange Ternel        |                          |                          | 425   | 21,83 | 3  | 1 |  |  |
|                                               | Philippe Gasparella      | DVG                      | 358   | 18,39 | 2  | 0 |  |  |
| Le projet commun Marange-Silvange-Ternel      |                          |                          | 358   | 18,39 | 2  | 0 |  |  |
|                                               |                          |                          |       |       |    |   |  |  |
| Votes valides                                 | Votes valides            | Votes valides            | 1 947 | 97,64 |    |   |  |  |
| Votes blancs                                  | Votes blancs             | Votes blancs             | 0     | 0,00  |    |   |  |  |
| Votes nuls                                    | Votes nuls               | Votes nuls               | 47    | 2,36  |    |   |  |  |
| Total                                         | Total                    | Total                    | 1 994 | 100   | 29 | 6 |  |  |
| Abstention                                    | Abstention               | Abstention               | 2 862 | 58,94 |    |   |  |  |
| Inscrits / participation                      | Inscrits / participation | Inscrits / participation | 4 856 | 41,06 |    |   |  |  |

### Marly
- Maire sortant : Thierry Hory (LR)
- 33 sièges à pourvoir au conseil municipal (population légale 2017 : 10 104 habitants)
- 3 sièges à pourvoir au conseil communautaire (Eurométropole de Metz)

| Tête de liste             | Tête de liste            | Liste                    | Premier tour | Premier tour | Second tour | Second tour | Sièges | Sièges |
| Tête de liste             | Tête de liste            | Liste                    | Voix         | %            | Voix        | %           | CM     | CC     |
| ------------------------- | ------------------------ | ------------------------ | ------------ | ------------ | ----------- | ----------- | ------ | ------ |
|                           | Thierry Hory             | LR-LC                    | 1 706        | 49,84        | 1 816       | 50,85       | 26     | 2      |
| Ensemble pour Marly       |                          |                          | 1 706        | 49,84        | 1 816       | 50,85       | 26     | 2      |
|                           | Christian Nowicki        | DVC                      | 1 076        | 31,43        | 1 156       | 32,37       | 5      | 1      |
| S'unir et agir pour Marly |                          |                          | 1 076        | 31,43        | 1 156       | 32,37       | 5      | 1      |
|                           | Frédéric Rose            | ECO                      | 641          | 18,73        | 599         | 16,77       | 2      | 0      |
| Marly avec vous           |                          |                          | 641          | 18,73        | 599         | 16,77       | 2      | 0      |
|                           |                          |                          |              |              |             |             |        |        |
| Votes valides             | Votes valides            | Votes valides            | 3 423        | 97,55        | 3 571       | 97,78       |        |        |
| Votes blancs              | Votes blancs             | Votes blancs             | 36           | 1,03         | 35          | 0,96        |        |        |
| Votes nuls                | Votes nuls               | Votes nuls               | 50           | 1,42         | 46          | 1,26        |        |        |
| Total                     | Total                    | Total                    | 3 509        | 100          | 3 652       | 100         | 33     | 3      |
| Abstention                | Abstention               | Abstention               | 5 113        | 59,30        | 4 976       | 57,67       |        |        |
| Inscrits / participation  | Inscrits / participation | Inscrits / participation | 8 622        | 40,70        | 8 628       | 42,33       |        |        |

### Metz
- Maire sortant : Dominique Gros (PS)
- 55 sièges à pourvoir au conseil municipal (population légale 2017 : 116 429 habitants)
- 43 sièges à pourvoir au conseil communautaire (Eurométropole de Metz)

|                                                          |                              |                                      |              |              |             |             |        |        |  |
| Tête de liste                                            | Tête de liste                | Liste                                | Premier tour | Premier tour | Second tour | Second tour | Sièges | Sièges |  |
| Tête de liste                                            | Tête de liste                | Liste                                | Voix         | %            | Voix        | %           | CM     | CC     |  |
|                                                          | François Grosdidier          | LR - LC - UDE                        | 6 377        | 29,76        | 10 001      | 45,13       | 40     | 32     |  |
| Utile pour Metz                                          |                              |                                      | 6 377        | 29,76        | 10 001      | 45,13       | 40     | 32     |  |
|                                                          | Béatrice Agamennone-L'Horset | DVC (LREM diss.)                     | 1 327        | 6,19         | 10 001      | 45,13       | 40     | 32     |  |
| Énergies pour Metz                                       |                              |                                      | 1 327        | 6,19         | 10 001      | 45,13       | 40     | 32     |  |
|                                                          | Xavier Bouvet                | EELV - G·s - LRDG-PCF - PS - PP - GE | 5 352        | 24,97        | 9 804       | 44,24       | 12     | 9      |  |
| Unis pour Metz !                                         |                              |                                      | 5 352        | 24,97        | 9 804       | 44,24       | 12     | 9      |  |
|                                                          | Françoise Grolet (simple)    | RN - PDF                             | 2 527        | 11,79        | 2 355       | 10,62       | 3      | 2      |  |
| Le bon sens pour Metz                                    |                              |                                      | 2 527        | 11,79        | 2 355       | 10,62       | 3      | 2      |  |
|                                                          | Richard Lioger               | LREM - MoDem - MR                    | 1 535        | 7,16         |             |             |        |        |  |
| Metz au cœur                                             |                              |                                      | 1 535        | 7,16         |             |             |        |        |  |
|                                                          | Thomas Scuderi               | DVG (PS diss.)                       | 1 315        | 6,13         |             |             |        |        |  |
| Metz en confiance                                        |                              |                                      | 1 315        | 6,13         |             |             |        |        |  |
|                                                          | Jérémy Aldrin                | DVC-Agir                             | 1 199        | 5,59         |             |             |        |        |  |
| Agir pour Metz                                           |                              |                                      | 1 199        | 5,59         |             |             |        |        |  |
|                                                          | Emmanuel Lebeau              | DVD                                  | 1 058        | 4,93         |             |             |        |        |  |
| Emmanuel Lebeau intensément Metz                         |                              |                                      | 1 058        | 4,93         |             |             |        |        |  |
|                                                          | Jean-Hugues Nyalendo         | LFI                                  | 493          | 2,30         |             |             |        |        |  |
| Metz Commune Libre                                       |                              |                                      | 493          | 2,30         |             |             |        |        |  |
|                                                          | Mario Rinaldi                | EXG (LO)                             | 245          | 1,14         |             |             |        |        |  |
| Lutte ouvrière – Faire entendre le camp des travailleurs |                              |                                      | 245          | 1,14         |             |             |        |        |  |
|                                                          |                              |                                      |              |              |             |             |        |        |  |
| Votes valides                                            | Votes valides                | Votes valides                        | 21 428       | 97,62        | 22 160      | 98,03       |        |        |  |
| Votes blancs                                             | Votes blancs                 | Votes blancs                         | 180          | 0,82         | 268         | 1,19        |        |        |  |
| Votes nuls                                               | Votes nuls                   | Votes nuls                           | 342          | 1,56         | 178         | 0,79        |        |        |  |
| Total                                                    | Total                        | Total                                | 21 950       | 100          | 22 606      | 100         | 55     | 43     |  |
| Abstention                                               | Abstention                   | Abstention                           | 47 878       | 68,57        | 47 229      | 67,63       |        |        |  |
| Inscrits / participation                                 | Inscrits / participation     | Inscrits / participation             | 69 828       | 31,43        | 69 835      | 32,37       |        |        |  |

### Mondelange
- Maire sortant : Rémy Sadocco (DVD-LR)
- 29 sièges à pourvoir au conseil municipal (population légale 2017 : 5 665 habitants)
- 5 sièges à pourvoir au conseil communautaire (CC Rives de Moselle)

|                                    | Rémy Sadocco             | DVC                      | 1 070 | 67,94 | 25 | 5 |  |  |
| Mondelange unie Mondelange au cœur |                          |                          | 1 070 | 67,94 | 25 | 5 |  |  |
|                                    | Rémi Solver              | DVG                      | 505   | 32,06 | 4  | 0 |  |  |
| Ton idée pour Mondelange           |                          |                          | 505   | 32,06 | 4  | 0 |  |  |
|                                    |                          |                          |       |       |    |   |  |  |
| Votes valides                      | Votes valides            | Votes valides            | 1 575 | 96,69 |    |   |  |  |
| Votes blancs                       | Votes blancs             | Votes blancs             | 26    | 1,60  |    |   |  |  |
| Votes nuls                         | Votes nuls               | Votes nuls               | 28    | 1,72  |    |   |  |  |
| Total                              | Total                    | Total                    | 1 629 | 100   | 29 | 5 |  |  |
| Abstention                         | Abstention               | Abstention               | 2 607 | 61,54 |    |   |  |  |
| Inscrits / participation           | Inscrits / participation | Inscrits / participation | 4 236 | 38,46 |    |   |  |  |

### Montigny-lès-Metz
- Maire sortant : Jean-Luc Bohl (UDI-DVD)
- 35 sièges à pourvoir au conseil municipal (population légale 2017 : 21 819 habitants)
- 8 sièges à pourvoir au conseil communautaire (Eurométropole de Metz)

|                                   | Jean-Luc Bohl            | DVC                      | 3 224  | 72,69 | 31 | 8 |  |  |
| Montigny avance                   |                          |                          | 3 224  | 72,69 | 31 | 8 |  |  |
|                                   | Irma Vollmer             | PCF                      | 705    | 15,90 | 2  | 0 |  |  |
| L'humain avant tout               |                          |                          | 705    | 15,90 | 2  | 0 |  |  |
|                                   | Jean-François Somny      | RN                       | 506    | 11,41 | 2  | 0 |  |  |
| Rassembler pour Montigny-lès-Metz |                          |                          | 506    | 11,41 | 2  | 0 |  |  |
|                                   |                          |                          |        |       |    |   |  |  |
| Votes valides                     | Votes valides            | Votes valides            | 4 435  | 96,48 |    |   |  |  |
| Votes blancs                      | Votes blancs             | Votes blancs             | 46     | 1,00  |    |   |  |  |
| Votes nuls                        | Votes nuls               | Votes nuls               | 116    | 2,52  |    |   |  |  |
| Total                             | Total                    | Total                    | 4 597  | 100   | 35 | 8 |  |  |
| Abstention                        | Abstention               | Abstention               | 10 099 | 68,72 |    |   |  |  |
| Inscrits / participation          | Inscrits / participation | Inscrits / participation | 14 696 | 31,28 |    |   |  |  |

### Morhange
- Maire sortant : Jacques Idoux (DVD-SE)
- 23 sièges à pourvoir au conseil municipal (population légale 2017 : 3 445 habitants)
- 4 sièges à pourvoir au conseil communautaire (CA Saint-Avold Synergie)

| Tête de liste                   | Tête de liste            | Liste                    | Premier tour | Premier tour | Second tour | Second tour | Sièges | Sièges |
| Tête de liste                   | Tête de liste            | Liste                    | Voix         | %            | Voix        | %           | CM     | CC     |
| ------------------------------- | ------------------------ | ------------------------ | ------------ | ------------ | ----------- | ----------- | ------ | ------ |
|                                 | Christian Stinco         | SE                       | 637          | 48,81        | 742         | 58,19       | 19     | 4      |
| Maintenant Morhange pour demain |                          |                          | 637          | 48,81        | 742         | 58,19       | 19     | 4      |
|                                 | Pierre Barbiche          | SE                       | 271          | 20,77        | 291         | 22,82       | 3      | 0      |
| Au service des Morhangeois      |                          |                          | 271          | 20,77        | 291         | 22,82       | 3      | 0      |
|                                 | Sylvain Parmentier       | SE                       | 243          | 18,62        | 173         | 13,56       | 1      | 0      |
| Morhange vous appartient        |                          |                          | 243          | 18,62        | 173         | 13,56       | 1      | 0      |
|                                 | Egon Piaia               | SE                       | 154          | 11,80        | 69          | 5,41        | 0      | 0      |
| Ensemble construisons demain    |                          |                          | 154          | 11,80        | 69          | 5,41        | 0      | 0      |
|                                 |                          |                          |              |              |             |             |        |        |
| Votes valides                   | Votes valides            | Votes valides            | 1 305        | 97,61        | 1 275       | 98,00       |        |        |
| Votes blancs                    | Votes blancs             | Votes blancs             | 17           | 1,27         | 13          | 1,00        |        |        |
| Votes nuls                      | Votes nuls               | Votes nuls               | 15           | 1,12         | 13          | 1,00        |        |        |
| Total                           | Total                    | Total                    | 1 337        | 100          | 1 301       | 100         | 23     | 4      |
| Abstention                      | Abstention               | Abstention               | 1 074        | 44,55        | 1 113       | 46,11       |        |        |
| Inscrits / participation        | Inscrits / participation | Inscrits / participation | 2 411        | 55,45        | 2 414       | 53,89       |        |        |

### Moulins-lès-Metz
- Maire sortant : Jean Bauchez (DVD-DIV)
- 29 sièges à pourvoir au conseil municipal (population légale 2017 : 5 055 habitants)
- 1 siège à pourvoir au conseil communautaire (Eurométropole de Metz)

|                                     | Jean Bauchez             | DVD                      | 901   | 100,00 | 29 | 1 |  |  |
| Liste d'union et d'intérêt communal |                          |                          | 901   | 100,00 | 29 | 1 |  |  |
|                                     |                          |                          |       |        |    |   |  |  |
| Votes valides                       | Votes valides            | Votes valides            | 901   | 91,94  |    |   |  |  |
| Votes blancs                        | Votes blancs             | Votes blancs             | 43    | 4,39   |    |   |  |  |
| Votes nuls                          | Votes nuls               | Votes nuls               | 36    | 3,67   |    |   |  |  |
| Total                               | Total                    | Total                    | 980   | 100    | 29 | 1 |  |  |
| Abstention                          | Abstention               | Abstention               | 2 687 | 73,28  |    |   |  |  |
| Inscrits / participation            | Inscrits / participation | Inscrits / participation | 3 667 | 26,72  |    |   |  |  |

### Moyeuvre-Grande
- Maire sortant : René Drouin (PS)
- 29 sièges à pourvoir au conseil municipal (population légale 2017 : 7 823 habitants)
- 8 sièges à pourvoir au conseil communautaire (CC du Pays Orne-Moselle)

| Tête de liste                            | Tête de liste            | Liste                    | Premier tour | Premier tour | Second tour | Second tour | Sièges | Sièges |
| Tête de liste                            | Tête de liste            | Liste                    | Voix         | %            | Voix        | %           | CM     | CC     |
| ---------------------------------------- | ------------------------ | ------------------------ | ------------ | ------------ | ----------- | ----------- | ------ | ------ |
|                                          | Franck Roviero           | DVG                      | 889          | 39,94        | 1 052       | 40,32       | 21     | 6      |
| Ensemble Développons Moyeuvre            |                          |                          | 889          | 39,94        | 1 052       | 40,32       | 21     | 6      |
|                                          | Camille Rosso            | DIV                      | 684          | 30,73        | 1 029       | 39,44       | 5      | 1      |
| Camille Rosso 2020 Connecter Notre Ville |                          |                          | 684          | 30,73        | 1 029       | 39,44       | 5      | 1      |
|                                          | Roger Tirlicien,         | DVG                      | 562          | 25,25        | 528         | 20,23       | 3      | 1      |
| Ensemble construisons Moyeuvre de demain |                          |                          | 562          | 25,25        | 528         | 20,23       | 3      | 1      |
|                                          | Norbert Viardot          | DIV                      | 91           | 4,09         |             |             |        |        |
| Nouveau Moyeuvre-Grande                  |                          |                          | 91           | 4,09         |             |             |        |        |
|                                          |                          |                          |              |              |             |             |        |        |
| Votes valides                            | Votes valides            | Votes valides            | 2 226        | 97,85        | 2 609       | 97,83       |        |        |
| Votes blancs                             | Votes blancs             | Votes blancs             | 28           | 1,23         | 21          | 0,79        |        |        |
| Votes nuls                               | Votes nuls               | Votes nuls               | 21           | 0,92         | 37          | 1,39        |        |        |
| Total                                    | Total                    | Total                    | 2 275        | 100          | 2 667       | 100         | 29     | 8      |
| Abstention                               | Abstention               | Abstention               | 3 515        | 60,71        | 3 116       | 53,88       |        |        |
| Inscrits / participation                 | Inscrits / participation | Inscrits / participation | 5 790        | 39,29        | 5 783       | 46,12       |        |        |

### Nilvange
- Maire sortant : Moreno Brizzi (DVG)
- 27 sièges à pourvoir au conseil municipal (population légale 2017 : 4 725 habitants)
- 4 sièges à pourvoir au conseil communautaire (CA du Val de Fensch)

### Ottange
- Maire sortant : Fabienne Menichetti (PS)
- 23 sièges à pourvoir au conseil municipal (population légale 2017 : 3 043 habitants)
- 3 sièges à pourvoir au conseil communautaire (CC du Pays Haut Val d'Alzette)

### Petite-Rosselle
- Maire sortant : Gérard Mittelberger (DVG)
- 29 sièges à pourvoir au conseil municipal (population légale 2017 : 6 338 habitants)
- 5 sièges à pourvoir au conseil communautaire (CA de Forbach Porte de France)

### Phalsbourg
- Maire sortant : Dany Kocher (UDI)
- 27 sièges à pourvoir au conseil municipal (population légale 2017 : 4 728 habitants)
- 13 sièges à pourvoir au conseil communautaire (CC du Pays Orne-Moselle)

### Puttelange-aux-Lacs
- Maire sortant : Claude Decker (DVD)
- 23 sièges à pourvoir au conseil municipal (population légale 2017 : 3 025 habitants)
- 3 sièges à pourvoir au conseil communautaire (CA Sarreguemines Confluences)

### Rombas
- Maire sortant : Lionel Fournier (PS)
- 29 sièges à pourvoir au conseil municipal (population légale 2017 : 9 882 habitants)
- 9 sièges à pourvoir au conseil communautaire (CC du Pays Orne-Moselle)

### Saint-Avold
- Maire sortant : André Wojciechowski (UDI)
- 33 sièges à pourvoir au conseil municipal (population légale 2017 : 15 483 habitants)
- 19 sièges à pourvoir au conseil communautaire (CA Saint-Avold Synergie)

### Saint-Julien-lès-Metz
- Maire sortant : Fabrice Herdé (DVD)
- 23 sièges à pourvoir au conseil municipal (population légale 2017 : 3 421 habitants)
- 1 siège à pourvoir au conseil communautaire (Eurométropole de Metz)

### Sainte-Marie-aux-Chênes
- Maire sortant : Roger Watrin (DVG)
- 27 sièges à pourvoir au conseil municipal (population légale 2017 : 4 216 habitants)
- 4 sièges à pourvoir au conseil communautaire (CC du Pays Orne-Moselle)

### Sarralbe
- Maire sortant : Pierre-Jean Didiot (LREM)
- 27 sièges à pourvoir au conseil municipal (population légale 2017 : 4 555 habitants)
- 5 sièges à pourvoir au conseil communautaire (CA Sarreguemines Confluences)

### Sarrebourg
- Maire sortant : Alain Marty (LR)
- 33 sièges à pourvoir au conseil municipal (population légale 2017 : 12 045 habitants)
- 23 sièges à pourvoir au conseil communautaire (CC de Sarrebourg - Moselle Sud)

### Sarreguemines
- Maire sortant : Céleste Lett (LR)
- 35 sièges à pourvoir au conseil municipal (population légale 2017 : 20 783 habitants)
- 22 sièges à pourvoir au conseil communautaire (CA Sarreguemines Confluences)

### Serémange-Erzange
- Maire sortant : Serge Jurczak (PCF)
- 27 sièges à pourvoir au conseil municipal (population légale 2017 : 4 273 habitants)
- 3 sièges à pourvoir au conseil communautaire (CA du Val de Fensch)

### Spicheren
- Maire sortant : Jean Jung (DVD)
- 23 sièges à pourvoir au conseil municipal (population légale 2017 : 3 224 habitants)
- 3 sièges à pourvoir au conseil communautaire (CA de Forbach Porte de France)

### Stiring-Wendel
- Maire sortant : Jean-Claude Holtz (DVD)
- 33 sièges à pourvoir au conseil municipal (population légale 2017 : 11 618 habitants)
- 9 sièges à pourvoir au conseil communautaire (CA de Forbach Porte de France)

| Tête de liste            | Tête de liste            | Liste                    | Premier tour | Premier tour | Second tour | Second tour | Sièges | Sièges |
| Tête de liste            | Tête de liste            | Liste                    | Voix         | %            | Voix        | %           | CM     | CC     |
| ------------------------ | ------------------------ | ------------------------ | ------------ | ------------ | ----------- | ----------- | ------ | ------ |
|                          | Yves Ludwig              | DVD                      | 1 143        | 41,04        | 1 483       | 57,90       | 26     | 7      |
|                          | Kévin Pfeffer            | RN                       | 876          | 31,45        | 1 078       | 42,09       | 7      | 2      |
|                          | Yves Barbier             | DVG                      | 395          | 14,18        |             |             |        |        |
|                          | Jean-Marie Pirinu        | DIV                      | 371          | 13,32        |             |             |        |        |
|                          |                          |                          |              |              |             |             |        |        |
| Votes valides            | Votes valides            | Votes valides            | 2 785        | 96,67        |             |             |        |        |
| Votes blancs             | Votes blancs             | Votes blancs             | 23           | 0,80         |             |             |        |        |
| Votes nuls               | Votes nuls               | Votes nuls               | 73           | 2,53         |             |             |        |        |
| Total                    | Total                    | Total                    | 2 881        | 100          |             | 100         | 33     | 9      |
| Abstention               | Abstention               | Abstention               | 4 835        | 62,66        |             |             |        |        |
| Inscrits / participation | Inscrits / participation | Inscrits / participation | 7 716        | 37,34        |             |             |        |        |

### Talange
- Maire sortant : Patrick Abate (PCF)
- 29 sièges à pourvoir au conseil municipal (population légale 2017 : 7 707 habitants)
- 7 sièges à pourvoir au conseil communautaire (CC Rives de Moselle)

### Terville
- Maire sortant : Patrick Luxembourger (UDI)
- 29 sièges à pourvoir au conseil municipal (population légale 2017 : 7 025 habitants)
- 5 sièges à pourvoir au conseil communautaire (CA Portes de France-Thionville)

### Thionville
- Maire sortant : Pierre Cuny (DVD)
- 43 sièges à pourvoir au conseil municipal (population légale 2017 : 40 701 habitants)
- 26 sièges à pourvoir au conseil communautaire (CA Portes de France-Thionville)

| Tête de liste                                            | Tête de liste            | Liste                    | Premier tour | Premier tour | Second tour | Second tour | Sièges | Sièges |
| Tête de liste                                            | Tête de liste            | Liste                    | Voix         | %            | Voix        | %           | CM     | CAPFT  |
| -------------------------------------------------------- | ------------------------ | ------------------------ | ------------ | ------------ | ----------- | ----------- | ------ | ------ |
|                                                          | Pierre Cuny              | DVD-LR-LREM-MoDem-MR     | 2 886        | 32,39        | 4 015       | 41,36       | 31     | 19     |
| Thionville au cœur                                       |                          |                          | 2 886        | 32,39        | 4 015       | 41,36       | 31     | 19     |
|                                                          | Patrick Luxembourger     | DVD                      | 2 090        | 23,45        | 3 082       | 31,75       | 7      | 4      |
| Thionville le renouveau                                  |                          |                          | 2 090        | 23,45        | 3 082       | 31,75       | 7      | 4      |
|                                                          | Bertrand Mertz           | DVG-PS                   | 1 769        | 19,85        | 2 609       | 26,88       | 5      | 3      |
| Thionville Citoyens                                      |                          |                          | 1 769        | 19,85        | 2 609       | 26,88       | 5      | 3      |
|                                                          | Guy Harau                | EÉLV-PCF G.s-MR          | 1 123        | 12,60        | 2 609       | 26,88       | 5      | 3      |
| Thionville en mieux                                      |                          |                          | 1 123        | 12,60        | 2 609       | 26,88       | 5      | 3      |
|                                                          | Stéphane Reichling       | RN                       | 599          | 6,72         |             |             |        |        |
| Préservons Thionville                                    |                          |                          | 599          | 6,72         |             |             |        |        |
|                                                          | Nadya Dengel             | DVC                      | 311          | 3,49         |             |             |        |        |
| C' votre thionville                                      |                          |                          | 311          | 3,49         |             |             |        |        |
|                                                          | Guy Maurhofer            | LO                       | 132          | 1,48         |             |             |        |        |
| Lutte ouvrière - Faire entendre le camp des travailleurs |                          |                          | 132          | 1,48         |             |             |        |        |
|                                                          |                          |                          |              |              |             |             |        |        |
| Votes valides                                            | Votes valides            | Votes valides            | 8 910        | 97,71        | 9 706       | 98,17       |        |        |
| Votes blancs                                             | Votes blancs             | Votes blancs             | 81           | 0,89         | 74          | 0,75        |        |        |
| Votes nuls                                               | Votes nuls               | Votes nuls               | 128          | 1,40         | 107         | 1,08        |        |        |
| Total                                                    | Total                    | Total                    | 9 119        | 100,00       | 9 887       | 100,00      | 43     | 26     |
| Abstentions                                              | Abstentions              | Abstentions              | 16 662       | 64,63        | 15 903      | 61,66       |        |        |
| Inscrits / participation                                 | Inscrits / participation | Inscrits / participation | 25 781       | 35,37        | 25 790      | 38,34       |        |        |

### Uckange
- Maire sortant : Gérard Léonardi (PS)
- 29 sièges à pourvoir au conseil municipal (population légale 2017 : 6 818 habitants)
- 5 sièges à pourvoir au conseil communautaire (CA du Val de Fensch)

### Valmont (Moselle)|Valmont
- Maire sortant : Dominique Steichen (DVD)
- 23 sièges à pourvoir au conseil municipal (population légale 2017 : 3 131 habitants)
- 3 sièges à pourvoir au conseil communautaire (CA Saint-Avold Synergie)

### Vitry-sur-Orne
- Maire sortant : Luc Corradi (DVG)
- 23 sièges à pourvoir au conseil municipal (population légale 2017 : 3 019 habitants)
- 3 sièges à pourvoir au conseil communautaire (CC du Pays Orne-Moselle)

### Woippy
- Maire sortant : Cédric Gouth (DVD)
- 33 sièges à pourvoir au conseil municipal (population légale 2017 : 14 214 habitants)
- 5 sièges à pourvoir au conseil communautaire (Eurométropole de Metz)

### Woustviller
- Maire sortant : Sonya Cristinelli-Fraiboeuf
- 23 sièges à pourvoir au conseil municipal (population légale 2017 : 3 175 habitants)
- 3 sièges à pourvoir au conseil communautaire (CA Sarreguemines Confluences)

### Yutz
- Maire sortant : Bruno Sapin
- 33 sièges à pourvoir au conseil municipal (population légale 2017 : 16 537 habitants)
- 12 sièges à pourvoir au conseil communautaire (CA Portes de France-Thionville)